# Wielokarb (połączenie)

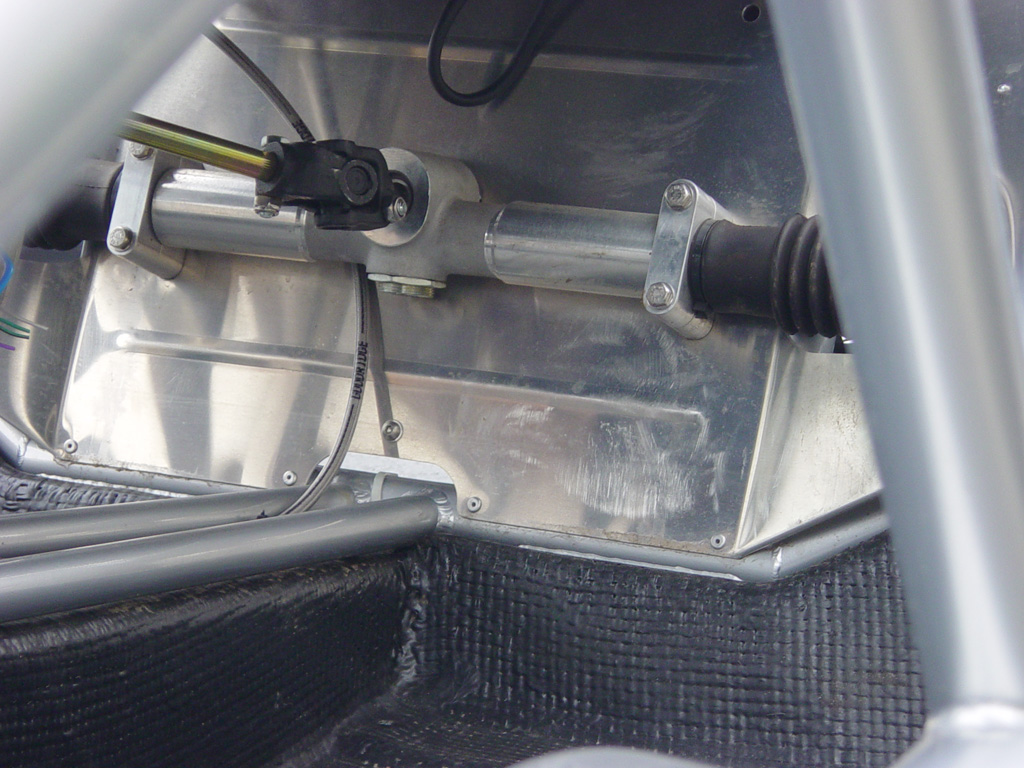
Wielokarbowe połączenie wałka kierownicy z przekładnią kierowniczą.

Połączenie wielokarbowe składa się z wałka i tulei mających wzdłużne, równoległe i równomiernie rozmieszczone na obwodzie wypusty o zarysie trójkątnym. Wielokarby służą do połączeń części maszyn, w połączeniach z brakiem ruchu osiowego, bez żadnych elementów pośredniczących. Należą do grupy połączeń rozłącznych. Największą zaletą wielokarbów jest samocentrowanie, możliwe dzięki kątowi i liniowej bocznej powierzchni zębów. Kąt bocznych powierzchni zębów w wielokarbach wynosi przeważnie  60°, rzadziej 50° i 90°, tworząc zarys trójkątny.
Główne wady wielokarbów wynikają z małych zębów, które mogą być używane tylko do zastosowań z brakiem lub niewielkim momentem obrotowym. Podobnie jak w wielowypustach o prostych, liniowych bokach zębów, następuje liniowy kontakt między zębami skutkujący większym zużyciem.

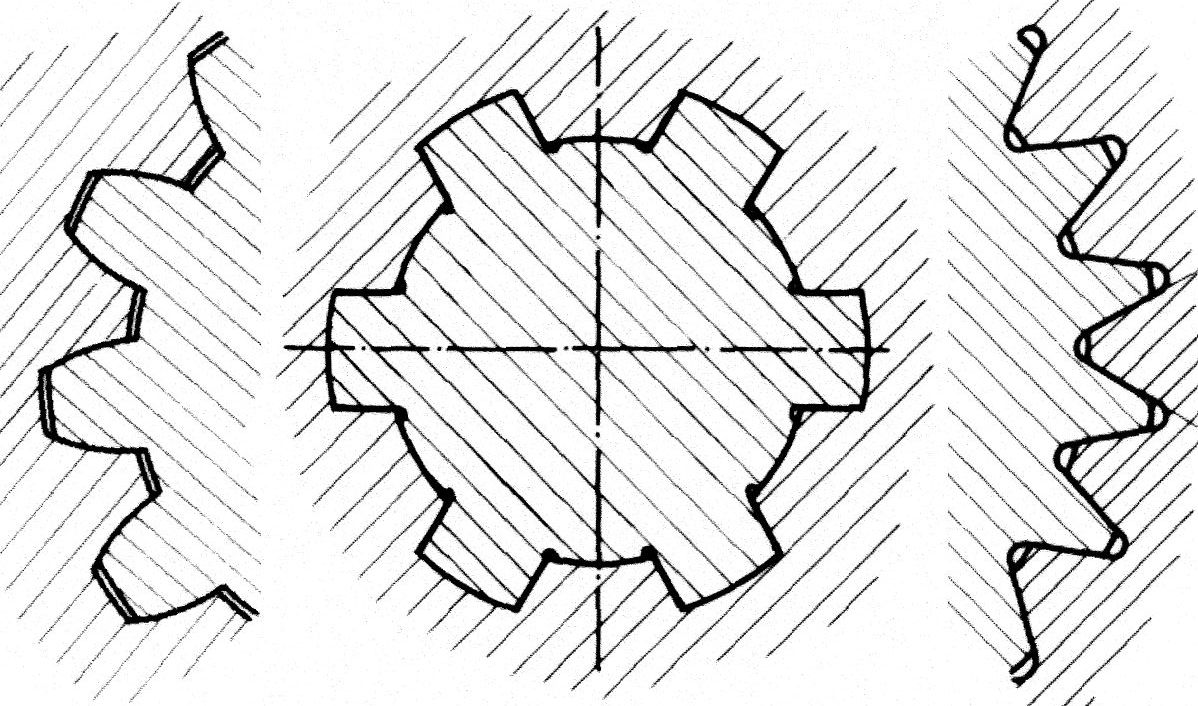
Wielokarbowe połączenie - po prawej.

## Produkcja
Wielokarby zewnętrzne mogą być wykonane frezowaniem frezem krążkowym, frezowaniem obwiedniowym frezem ślimakowym, walcowaniem, szlifowaniem lub tłoczeniem na zimno- wyciskanie(małe rozmiary). 
Wielokarby wewnętrzne zazwyczaj są przeciągane ze względu na małe wymiary, większe dłutowane.

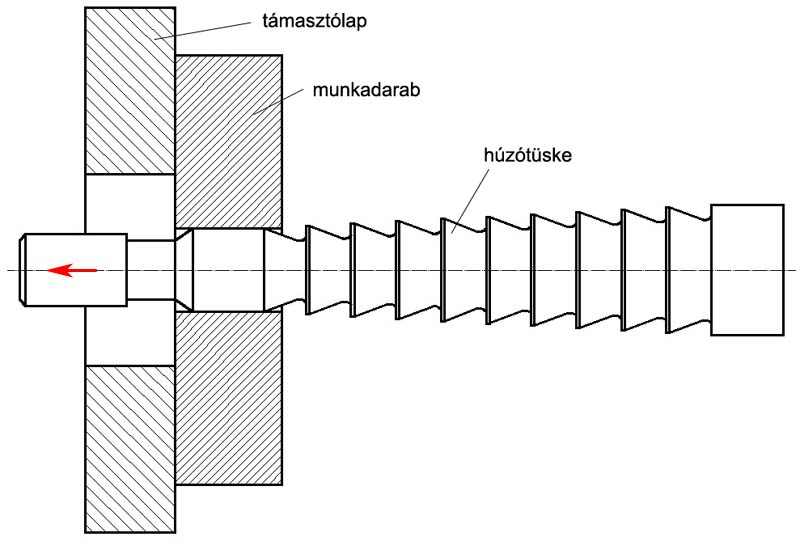
Schemat przeciągania wielokarbu

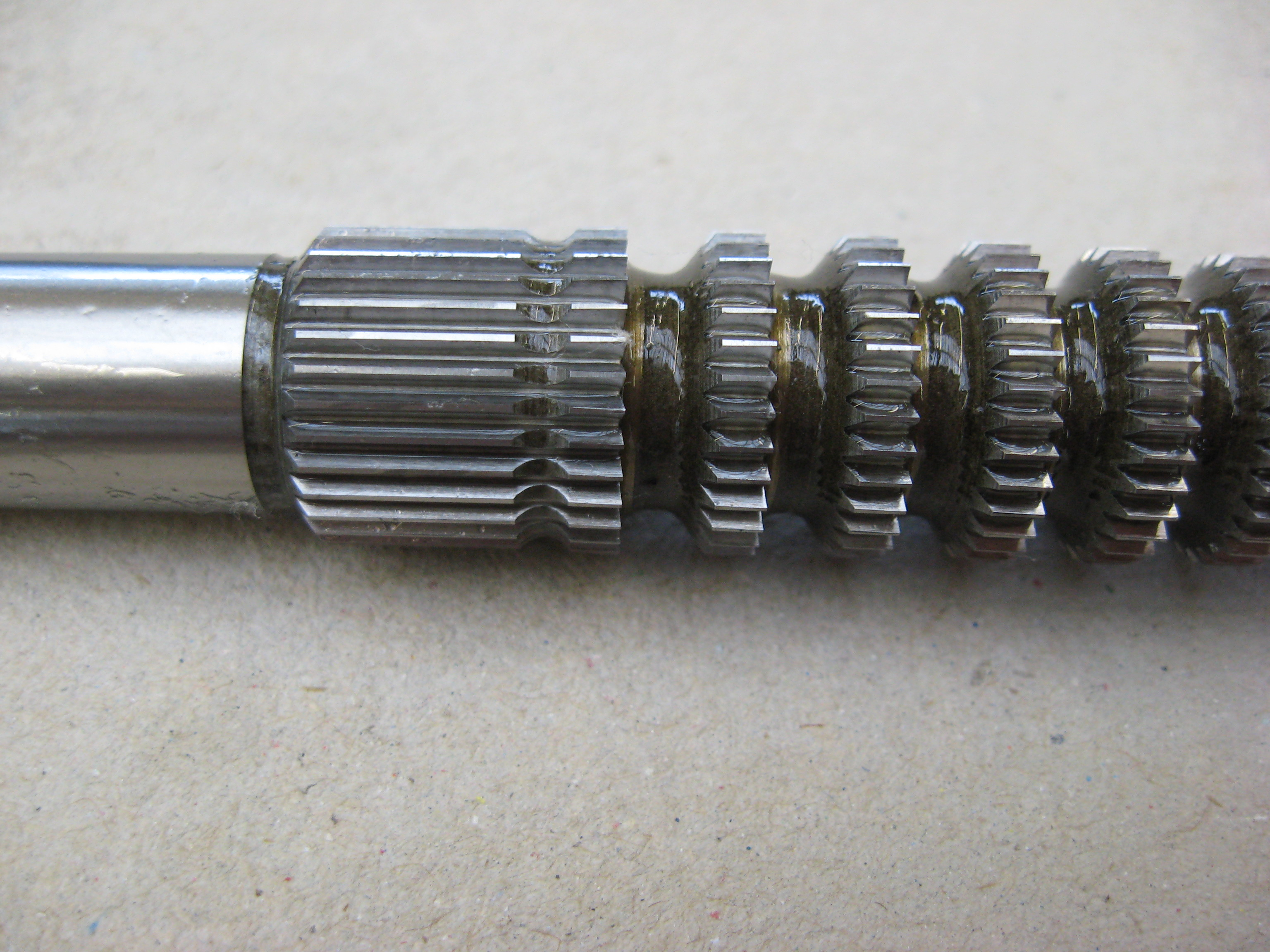
Przeciagacz

Przeciąganie wielokarbów odbywa się na przeciągarkach poziomych lub pionowych, za pomocą przeciągaczy kształtowych.